# British Rival
British Rival is een historisch motorfietsmerk.
British Rival was een klein Brits fabriekje (van Ken Sedgley) dat in 1976 een “Britse” 125 cc crossmotor bouwde, die was voorzien van een Sachs-blok. Later volgde ook nog een enduromotor.